# Đồng phân
Trong hóa học, các đồng phân là hợp chất hữu cơ có cùng công thức phân tử. Điều đó tương tự như việc coi chúng có công thức cấu trúc (công thức hóa học khai triển) khác nhau. Các chất đồng phân không nhất thiết có cùng tính chất hóa học trừ khi chúng có cùng nhóm chức. Không nên nhầm lẫn hiện tượng đồng phân với đồng phân hạt nhân, trong đó hạt nhân nằm ở các trạng thái kích thích khác nhau.
Một ví dụ đơn giản về hiện tượng đồng phân là propanol: nó có công thức C3H8O (hay C3H7OH) với hai đồng phân là Propan-1-ol (rượu n-propyl; I) và Propan-2-ol (rượu isopropyl; II)
Lưu ý rằng vị trí của nguyên tử oxy là khác nhau trong hai đồng phân này: nó gắn vào nguyên tử carbon cuối trong đồng phân thứ nhất, và gắn với nguyên tử carbon trung tâm trong đồng phân thứ hai. Số lượng các đồng phân có thể có sẽ gia tăng khi số lượng các nguyên tử tăng lên; ví dụ rượu kế tiếp sau propanol là butanol (C4H10O), có 4 đồng phân khác nhau.
Trong ví dụ nêu trên cần lưu ý rằng trong cả hai đồng phân thì mọi liên kết đều là các liên kết cộng hóa trị; ở đây không có cái gọi là kiểu liên kết có trong một đồng phân mà lại không có trong đồng phân kia. Số lượng các liên kết là như nhau. Từ các cấu trúc của hai phân tử có thể suy ra rằng sự ổn định hóa học của chúng có thể là đồng nhất hay gần như thế.
Tuy nhiên, ở đây có một đồng phấn khác của C3H8O với các thuộc tính khác biệt một cách đáng kể: đó là Methyl Ethyl ether (III). Lưu ý rằng không giống như hai chất trong ví dụ trên, trong trường hợp này nguyên tử oxy nối liền với hai nguyên tử carbon chứ không phải với một nguyên tử cacbon và một nguyên tử hydro. Do nó thiếu nhóm hydroxyl, nên phân tử này không được coi là rượu mà được phân loại là một dạng ether và nó có các thuộc tính hóa học tương tự như các ête khác chứ không giống như cả hai dạng rượu đồng phân kể trên.
Một ví dụ khác về các đồng phân với các thuộc tính rất khác nhau có thể tìm thấy trong các xanthine nào đó. Theobromine (C7H8N4O2) được tìm thấy trong chocolate, nhưng nếu một trong hai nhóm methyl được chuyển tới vị trí khác trên lõi hai vòng, thì đồng phân của nó là theophylline, được sử dụng như là một loại thuốc điều trị bệnh suyễn cuống phổi.
Allen (CH2=C=CH2) và propyn (CH3C≡CH) với công thức chung C3H4 là ví dụ về các đồng phân chứa các kiểu liên kết khác nhau. Allen chứa hai liên kết đôi, trong khi propyne chứa một liên kết ba.

## Phân loại

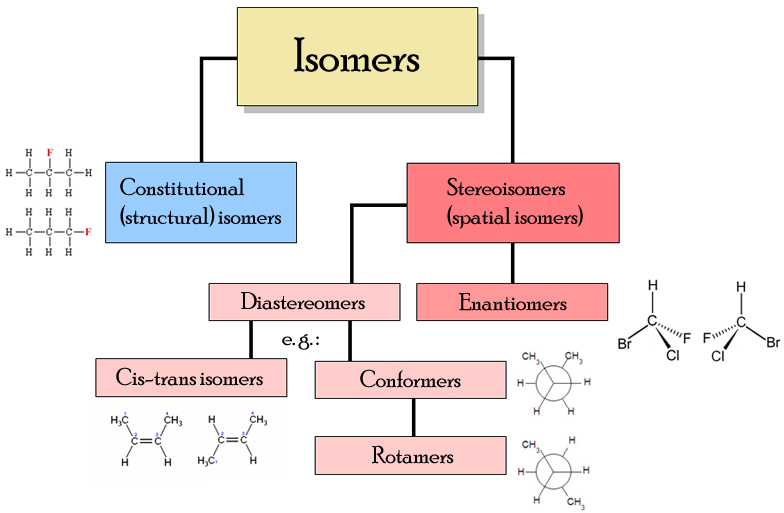
Các kiểu đồng phân khác nhau

Có hai loại chính của hiện tượng đồng phân là đồng phân cấu trúc (constitutional isomerism hay structural isomerism) và đồng phân lập thể (stereoisomerism).
Trong đồng phân cấu trúc, các nguyên tử và các nhóm chức được liên kết cùng nhau theo các cách khác nhau, giống như trong ví dụ về hai đồng phân rượu nói trên của prôpanol. Nhóm này bao gồm đồng phân chuỗi mà nhờ đó các chuỗi hiđrôcacbon có các số lượng nhánh khác nhau; đồng phân vị trí với vị trí khác nhau của nhóm chức trên chuỗi; và đồng phân nhóm chức trong đó một nhóm chức bị phân chia thành các nhóm khác nhau.
Trong đồng phân lập thể thì cấu trúc liên kết là như nhau, nhưng vị trí hình học của các nguyên tử và các nhóm chức trong không gian là khác nhau. Nhóm này bao gồm các đồng phân đối hình (enantiomer) trong đó các đồng phân khác nhau là hình phản chiếu của nhau, và các đồng phân phi đối hình (diastereomer) trong đó chúng không là đối hình của nhau. Hiện tượng đồng phân phi đối hình lại được phân chia tiếp thành đồng phân cấu hình riêng (conformer), trong đó các đồng phân có thể hoán chuyển nhờ sự quay liên kết hóa học và đồng phân cis-trans (cis-trans isomer), trong đó điều này là không thể. Lưu ý rằng mặc dù các đồng phân hình thể có thể coi như là có quan hệ phi đối hình, nhưng các đồng phân này khi xét về mặt tổng thể chung của chúng lại không phải là các đồng phân phi đối hình, do các liên kết trong các đồng phân hình thể có thể bị quay để tạo ra các hình phản chiếu của chúng.
Trong hóa thực phẩm, hóa y học và hóa sinh học, các đồng phân cis-trans luôn luôn được lưu ý. Trong hóa y học và hóa sinh học, các đồng phân đối hình có tầm quan trọng đặc biệt do hiện nay người ta đã biết rằng phần lớn các thay đổi trong các kiểu đồng phân này có ý nghĩa trong các cơ thể sinh vật sống. Các nhà nghiên cứu dược học và lý thuyết đã phát hiện ra rằng các phương pháp của ghi sắc học có thể tách các đồng phân này ra khỏi nhau một cách đáng tin cậy. Tuy nhiên, ở mức độ công nghiệp thì các phương pháp này là rất đắt đỏ và chủ yếu được dùng để lọc bỏ các đồng phân độc hại tiềm ẩn.
Trong khi các đồng phân cấu trúc thông thường có các thuộc tính hóa học khác nhau thì các đồng phân lập thể lại có các phản ứng hóa học gần như là đồng nhất trong phần lớn các trường hợp. Tuy nhiên, các enzym lại có thể phân biệt các đồng phân lập thể khác nhau của cùng một hợp chất và sinh vật nói chung thông thường ưa thích một đồng phân lập thể hơn các đồng phân lập thể khác. Một số các đồng phân lập thể cũng khác biệt về cách thức mà chúng làm quay ánh sáng phân cực.
Các kiểu khác của hiện tượng đồng phân cũng tồn tại bên ngoài phạm vi này. Các chất đồng phân tôpô được gọi là đồng phân tôpô nói chung là các phân tử lớn có thể cuộn xoắn và tạo thành các vòng lặp hay các nút thắt nơ có hình dạng khác nhau. Các phân tử với các đồng phân tôpô bao gồm các catenan và ADN. Các enzym đồng phân tôpô có thể tạo ra các nút thắt nơ trong ADN và vì thế thay đổi hình dáng và kích thước của chúng. Cũng tồn tại các đồng phân đồng vị (isotopomer) với cùng số lượng của mỗi kiểu thay thế đồng vị nhưng trong các vị trí khác nhau về mặt hóa học. Trong vật lý hạt nhân, các đồng phân hạt nhân là các trạng thái kích thích của hạt nhân nguyên tử.

## Lịch sử
Hiện tượng đồng phân được thông báo lần đầu tiên năm 1827, khi Friedrich Woehler điều chế axít xyanic và nhận thấy rằng mặc dù thành phần nguyên tố của nó là đồng nhất với axít fulminic (do Justus von Liebig điều chế năm trước), nhưng các thuộc tính của chúng là hoàn toàn khác nhau. Phát hiện này là một thách thức với kiến thức hóa học thịnh hành của thời kỳ đó, khi người ta cho rằng các hợp chất hóa học chỉ có thể khác biệt khi chúng có các thành phần nguyên tố là khác nhau. Sau khi có các phát hiện bổ sung về các hiện tượng tương tự như vậy, chẳng hạn như phát hiện năm 1828 của Woehler về việc urê có cùng thành phần nguyên tử như của hợp chất khác biệt về mặt hóa học là xyanat amôniắc thì Jöns Jakob Berzelius đã đưa ra thuật ngữ isomerism (hiện tượng đồng phân) để miêu tả hiện tượng này.
Năm 1849, Louis Pasteur đã tách biệt các tinh thể nhỏ của axít tartaric thành hai dạng hình ảnh phản chiếu lẫn nhau của nó. Các phân tử riêng biệt của mỗi nhóm này là các đồng phân lập thể trái và phải về mặt quang học, các dung dịch của chúng làm quay mặt phẳng của ánh sáng phân cực theo các hướng ngược nhau. 
vi nếu như những thay đổi không đáng kể của cấu hình nhưng mà có thể làm ảnh hưởng đến tính chất của những hợp chất hóa học!!